# 維爾紐斯舊城
維爾紐斯舊城是立陶宛首都維爾紐斯的老城區，也是北歐最大規模的現存的中世紀古城之一。維爾紐斯舊城佔地面積為3.59平方公里（887公頃），共有70條街道和1487棟建築，總建築面積為149.7萬平方米。舊城經歷了多個世紀的歷史，國家自身也受到這座城市的歷史和不斷變化的文化影響。舊城擁有多種風格的建築，包括哥德式、文藝復興式、巴洛克式和新古典主義式建築。
城堡街是老城區的主要街道，也是當地咖啡館和市集的中心。格迪米納斯大道是維爾紐斯主要街道，一部分位於舊城區。舊城的廣場是主教座堂廣場、盧基什克斯廣場以及市政廳廣場。
維爾紐斯舊城中最複雜的建築群是維爾紐斯大學建築群，佔去舊城區很大部分面積，被選為布魯塞爾迷你歐洲公園中代表立陶宛的景觀。
1994年，維爾紐斯舊城被編為第541號世界文化遺產。「歷史城區」本身的定義比舊城以前被城牆圍起來的老城有著更廣泛的意義。它包含了維爾紐斯有價值的歷史地區，例如對岸共和國，它在維爾紐斯的歷史上曾經長時間位處城外。但對岸共和國卻一直被認為是維爾紐斯舊城的一部分。

## 景點
在維爾紐舊城的部分區域有很多著名建築物，包括：

### 宮殿
- 總統府
- 斯盧什科宮
- 拉齊維烏宮
- 泰澤恩豪茲宮
- 維爾紐斯城堡建築群，包括格迪米納斯塔以及大公宮

### 宗教建築
- 聖安妮教堂
- 維爾紐斯主教座堂
- 聖尼各老教堂
- 諸聖堂
- 三十字架
- 黎明門
- 聖母主教座堂
- 道明會聖神堂
- 聖加西彌祿教堂
- 聖彌額爾教堂
- 聖腓力聖雅各教堂
- 聖弗朗西斯和聖伯納德教堂
- 聖三一修道院
- 東正教聖靈教堂
- 聖尼古拉東正教堂
- 聖帕拉斯克娃教堂

### 其他著名景點
- 簽字樓
- 立陶宛國家博物館
- 立陶宛國家劇院
- 維爾紐斯城牆部分
- 维尔纽斯市政厅
- 维尔纽斯大学
- 维尔纽斯耶稣会中学

圖片

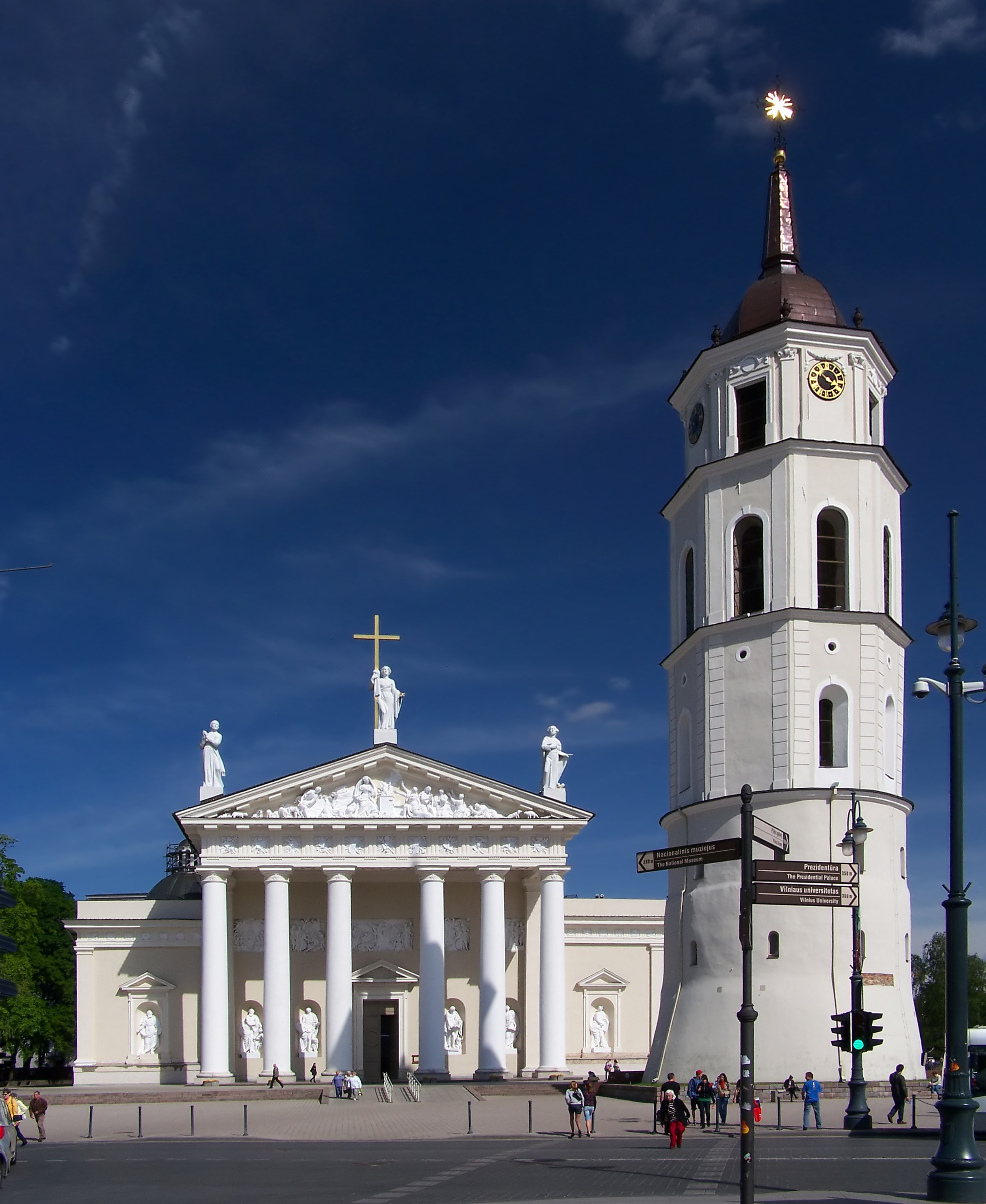
維爾紐斯主教座堂
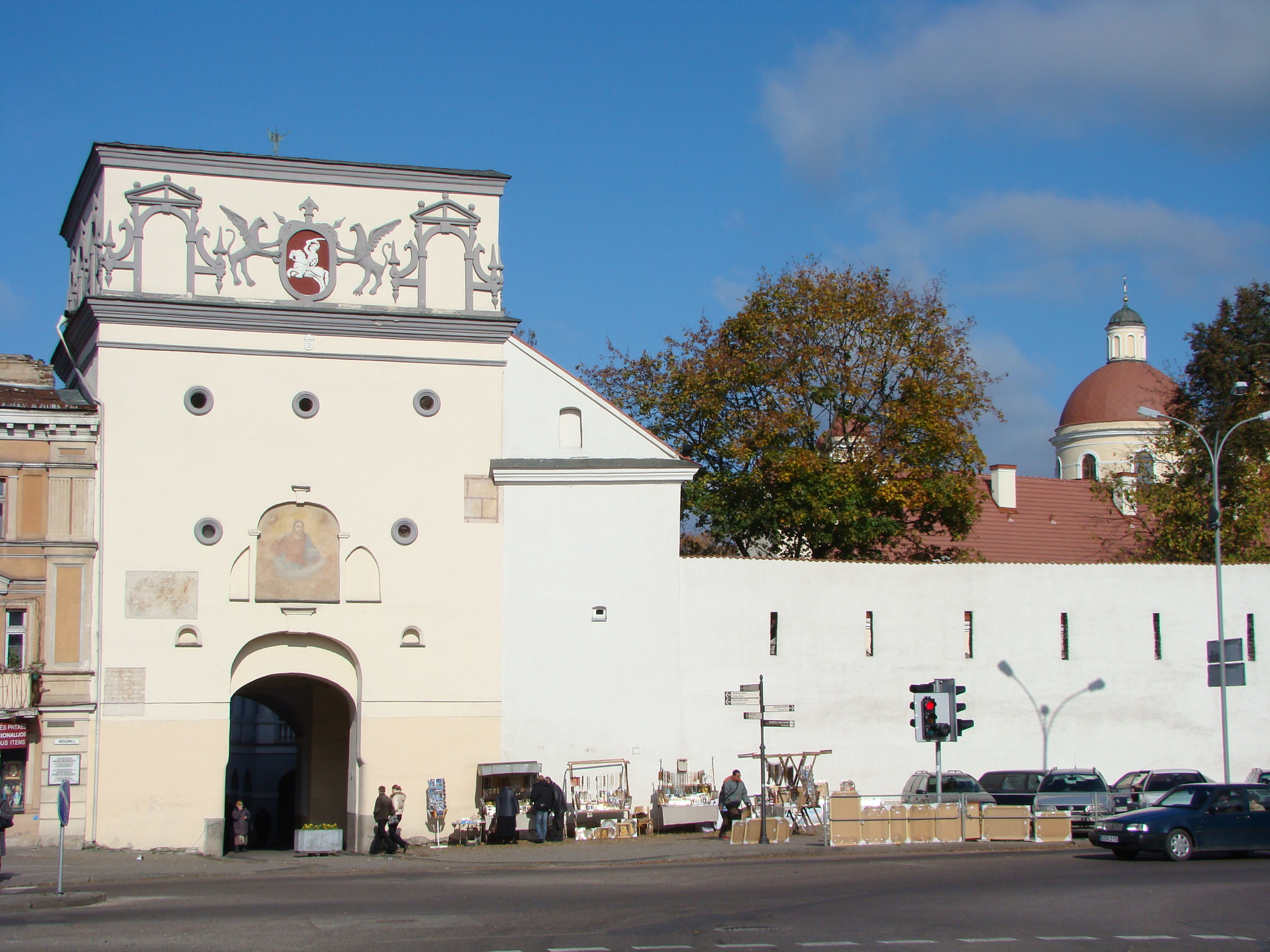
黎明門
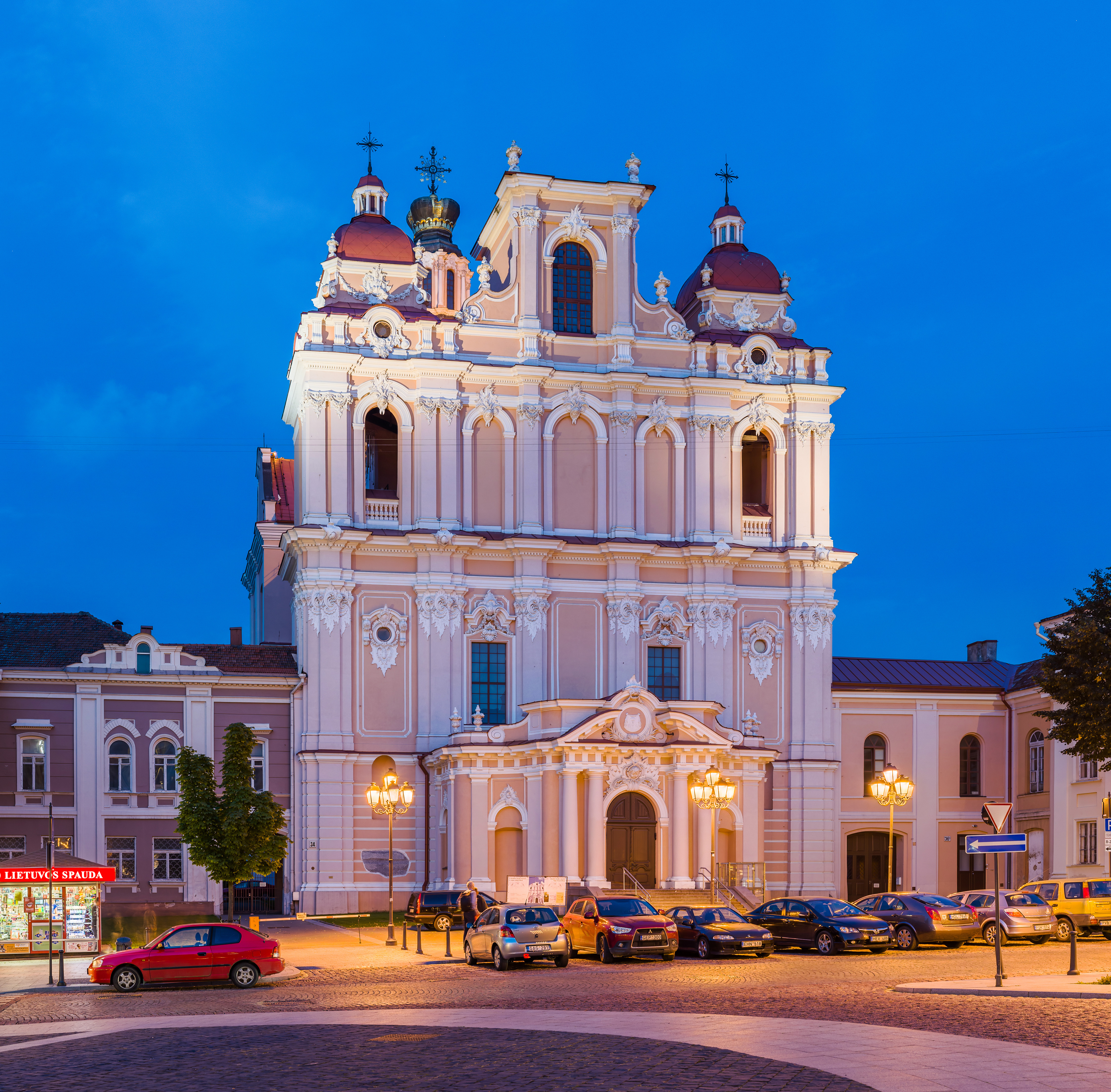
聖加西彌祿教堂
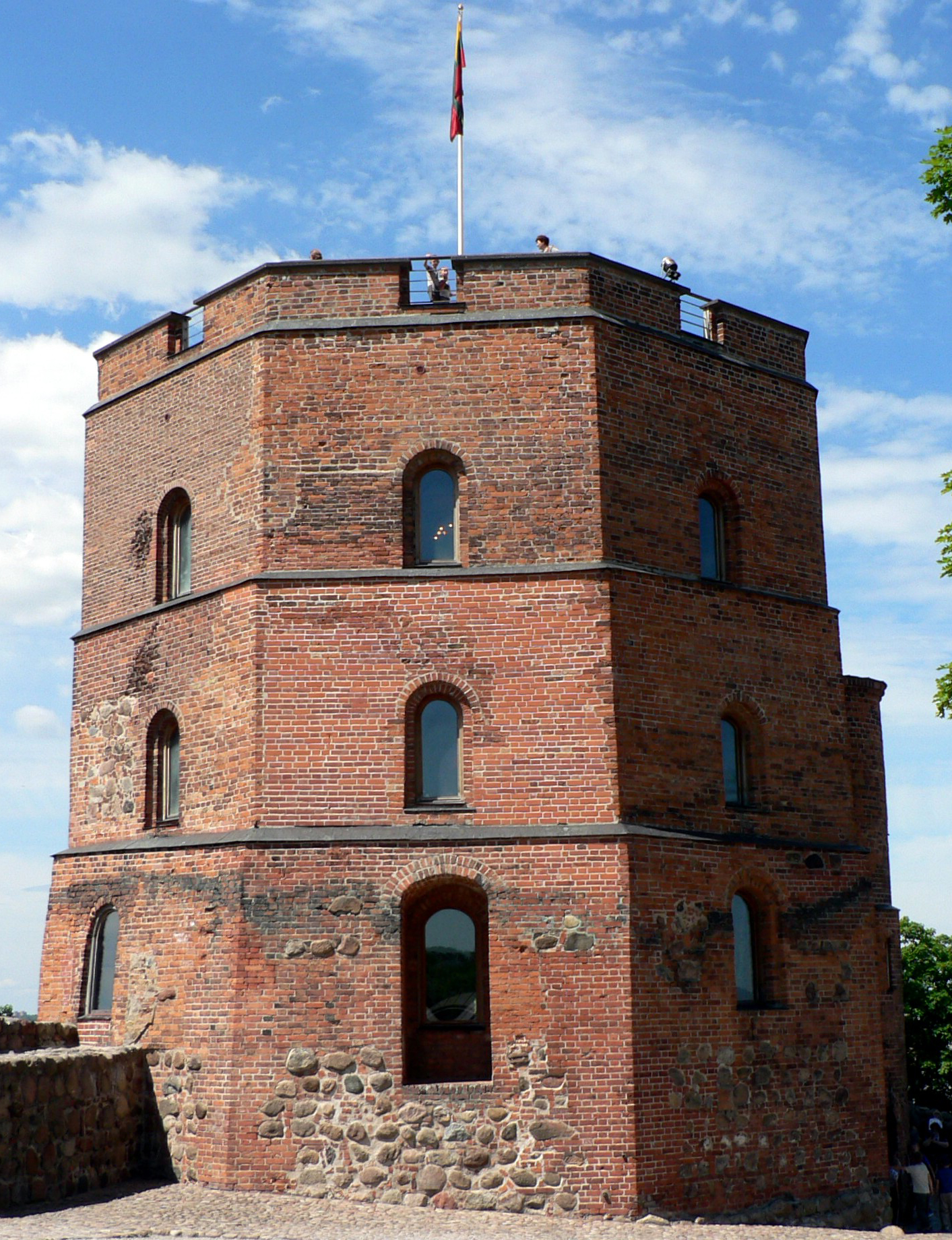
格迪米納斯塔
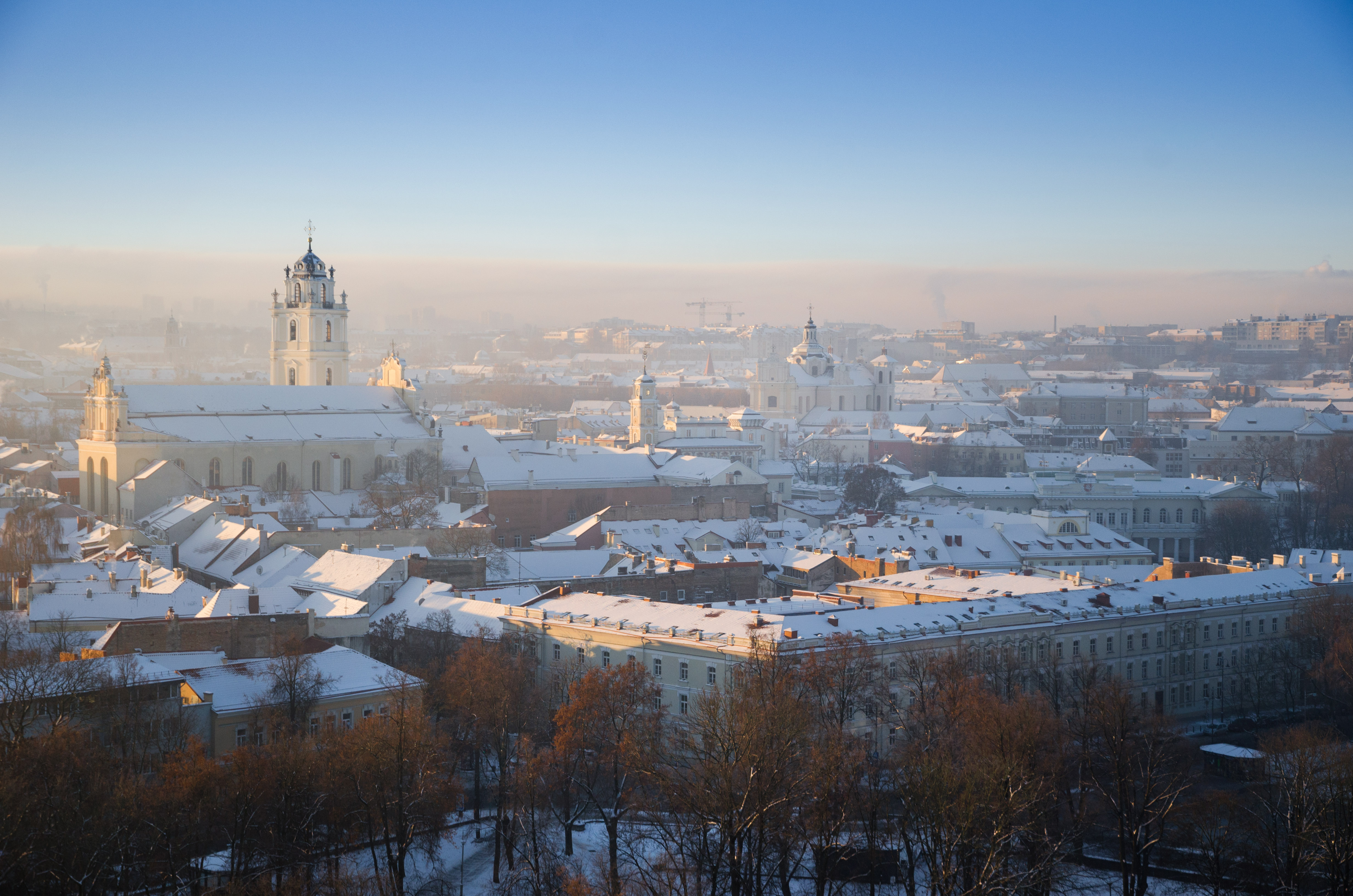
冬季的維爾紐斯

## 外部連結
- Vilnius Old Town in postage stamps （页面存档备份，存于）
- 立陶宛旅遊 - 維爾紐斯舊城 （页面存档备份，存于） （英文）